# Republiken Kalifornien
Republiken Kalifornien (spanska: República de California och engelska: California Republic) var en republik i Nordamerika som bildades den 14 juni 1846 då den förklarade sig självständig, och bröt sig ur Mexiko och revolterade mot de mexikanska myndigheterna. William B. Ide utropade sig till president, och Sonoma var huvudstad. Den 9 juli samma år annekterades området av USA, som sedan maj samma år legat i krig mot Mexiko.
Flagga var Kaliforniens flagga, som skapades i samband med detta. På flaggan avbildades en stjärnsymbol och en grizzlybjörn, och orden California Republic syntes.